# Fat Tony

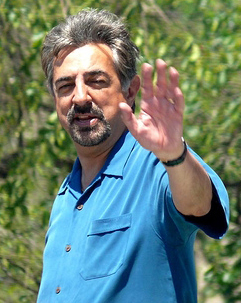
Joe Mantegna

Marion Anthony "Fat Tony" D'Amico (stem gedaan door Joe Mantegna) is een personage uit de animatieserie The Simpsons.
Fat Tony is de leider van de Springfieldse maffia. Hij is een typische pastiche van maffiapersonages uit films en televisieseries. Zijn bijnaam is vermoedelijk een referentie naar "Black Tony" (Anthony Stracci), de Don van de fictieve Stracci-familie in de The Godfather-franchise. In episode 9 van seizoen 22 (Donnie Fatso) gaat de originele Fat Tony dood door Homer die hem verraadt. Waarna de neef van Fat Tony (Fit Tony) naar Springfield komt. Maar aangezien hij zich in verloop van tijd ook dik eet, verandert zijn naam in Fat Tony en is alles weer bij het oude.
Fat Tony wordt vooral gezien in gezelschap van andere onderwereldfiguren zoals Joey, Legs, Louie en Johnny Tightlips.

## Naam
In de eerste aflevering waarin hij voorkwam werd Fat Tony ook "William Williams" genoemd. Dit kan een haastig bedacht pseudoniem zijn. In een andere aflevering noemt Frankie the Squealer Fat Tony "Marion". In de The Homer They Fall werd zijn naam gegeven als "Anthony `Fat Tony' D'Amico".
Aangezien hij een bekende en beruchte maffiabaas is, heeft Fat Tony vermoedelijk meerdere aliassen.

## "Zaken"
Fat Tony is de meesterbrein achter de meeste, zo niet alle, criminele zaken in Springfield. Hij en zijn handlangers ontmoeten elkaar altijd in de "Legitimate Businessmen's Social Club." Tony’s plannen hebben vaak betrekking op georganiseerde misdaad zoals illegaal gokken en het smokkelen van sigaretten en alcohol. In "The Twisted World of Marge Simpson" huurde Homer de Springfieldse maffia in om Marge’s rivaliserende snackdistributeurs te stoppen en haar zo te helpen met haar pretzelverkoop. Fat Tony en zijn helpers werden echter tegengehouden toen de lokale yakuza Marge's rivalen al verdreef.
Veel van Springfields overheden zijn ook betrokken bij Fat Tony en zijn maffiabende. Politiechef Clancy Wiggum neemt geregeld smeergeld aan van Fat Tony en legt hem daarom geen strobreed in de weg. Ook de burgemeester, Joe Quimby, doet zaken met Fat Tony. In de aflevering "The Mook, the Chef, the Wife and Her Homer" werd onthuld dat Fat Tony en zijn bende de McDonald's en Burger King uit Springfield hadden verdreven zodat de Krusty Burger de markt van fastfood kon domineren.
In "Papa's Got a Brand New Badge" liet Tony Homer oppakken omdat diens privé beveiligingsbedrijfje de plannen van de maffia verstoorde. Homer overleefde enkel door tussenkomst van Maggie Simpson met een geweer. Marge Simpson heeft een betere relatie met Fat Tony, en brengt soms zelfs diens zoon Michael naar school.

## Karakter kenmerken
De aflevering Moe Baby Blues onthult een paar interessante kenmerken van Fat Tony. Om zijn ondergeschikten te entertainen, deed hij een imitatie van Don Corleone uit The Godfather. Een paar minuten later reageerde Fat Tony op een emotionele scène waarin hij zei "I haven't cried this much since I paid to see Godfather III" (waarin Mantegna de rol van Joey Zasa speelde, die als inspiratie diende voor Fat Tony).
Fat Tony is ook een goede vioolspeler. Zijn favoriete film is Divine Secrets of the Ya-Ya Sisterhood.
Homer Simpson · Marge Simpson · Bart Simpson · Lisa Simpson · Maggie Simpson · Abraham Simpson · Patty en Selma Bouvier · Jacqueline Bouvier · Mona Simpson · Santa's Little Helper · Snowball II · Familie Bouvier
Jasper Beardley · Comic Book Guy · Eddie en Lou · Maude Flanders · Ned Flanders · Professor Frink · Barney Gumble · Julius Hibbert · Lionel Hutz · Eerwaarde Lovejoy · Kapitein Horatio McCallister · Hans Moleman · Bleeding Gums Murphy · Apu Nahasapeemapetilon · Mayor Joe Quimby · Dr. Nick Riviera · Agnes Skinner · Cletus Spuckler · Squeaky Voiced Teen · Disco Stu · Moe Szyslak · Kirk Van Houten · Luann Van Houten · Chief Clancy Wiggum
Gary Chalmers · Rod en Todd Flanders · Jimbo Jones · Kearney · Edna Krabappel · Otto Mann · Nelson Muntz · Martin Prince · Seymour Skinner · Milhouse Van Houten · Ralph Wiggum · Groundskeeper Willie · andere studenten
Montgomery Burns · Carl Carlson · Lenny Leonard · Waylon Smithers
Itchy en Scratchy · Kent Brockman · Krusty de Clown · Troy McClure · Rainier Wolfcastle · Radioactive Man
Snake · Kang & Kodos · Sideshow Bob · Fat Tony
Treehouse of Horror
Bart vs. the World · Bart Simpson's Escape from Camp Deadly · The Simpsons Arcadespel · Bart vs. the Space Mutants · Bart's House of Weirdness ·Bart vs. The Juggernauts · Krusty's Fun House · Bartman Meets Radioactive Man · Bart's Nightmare · The Itchy and Scratchy Game · Virtual Bart · Bart and the Beanstalk · Itchy & Scratchy in Miniature Golf Madness · Cartoon Studio · Virtual Springfield · Night of the Living Treehouse of Horror · Bowling · Wrestling · Road Rage · Skateboarding · Hit & Run · The Simpsons Game · The Simpsons: Tapped Out
The Simpsons · The Simpsons Pinball Party
Strips: Simpsons Comics · Bart Simpson serie · Itchy & Scratchy Comics · Bart Simpson's Treehouse of Horror · Futurama/Simpsons Infinitely Secret Crossover Crisis
Tijdschrift: Simpsons Illustrated
Boeken: Bart Simpson's Guide to Life · Family Album · Library of Wisdom · Complete Guides · Planet Simpson · The Simpsons and Philosophy
Actiefiguurtjes: World of Springfield
The Simpsons Movie
Bankgrap ·
Canyonero · 
D'oh! · 
Duff Beer · 
Schoolbordgrap · 